# Hosaena
Hosaena is een stad in de Ethiopische zuidelijke regio.
In 2005 telde Hosaena 57.439 inwoners.